# Vasaces I Mamicônio
Vasaces I Mamicônio (em latim: Vasaces; em armênio: Վասակ; romaniz.: Vasak; em grego: Βασσάκης; romaniz.: Bassákēs; m. 365) foi um nobre armênio (nacarar) do século IV, membro da família Mamicônio, que serviu como asparapetes do Reino da Armênia sob os reis Tigranes VII (r. 339–350) e Ársaces II (r. 350–368). No decorrer de sua carreira, manteve uma postura pró-romana na corte, que lhe custou sua vida quando visitou Ctesifonte.

## Nome
Vasaces é a forma latina do armênio Vasaque (Վասակ, Vasak), que derivou do iraniano médio Vasaque (*Vasak) e, por conseguinte, do iraniano antigo Vasaca (*Vasa-ka-; de *vas-, "desejar, desejo"). Foi registrado em aramaico do Egito como Vasaque (Wsk̊), em sodiano maniqueísta como Vasaque (Ws’k), em siríaco como Basague (Basag) e em grego como Uasaces (Ουασάκης, Ouasákēs), Bataces (Βαττάκης, Battákēs) e Bas[s]aces (Βασ[σ]άκης, Bas[s]ákēs). Ferdinand Justi propôs que estivesse ligado a Bagasaces (Bagasacēs; Βαγασάκης, Bagasákēs), que derivou do persa antigo Bagasaca (*Bagasaka).

## Vida

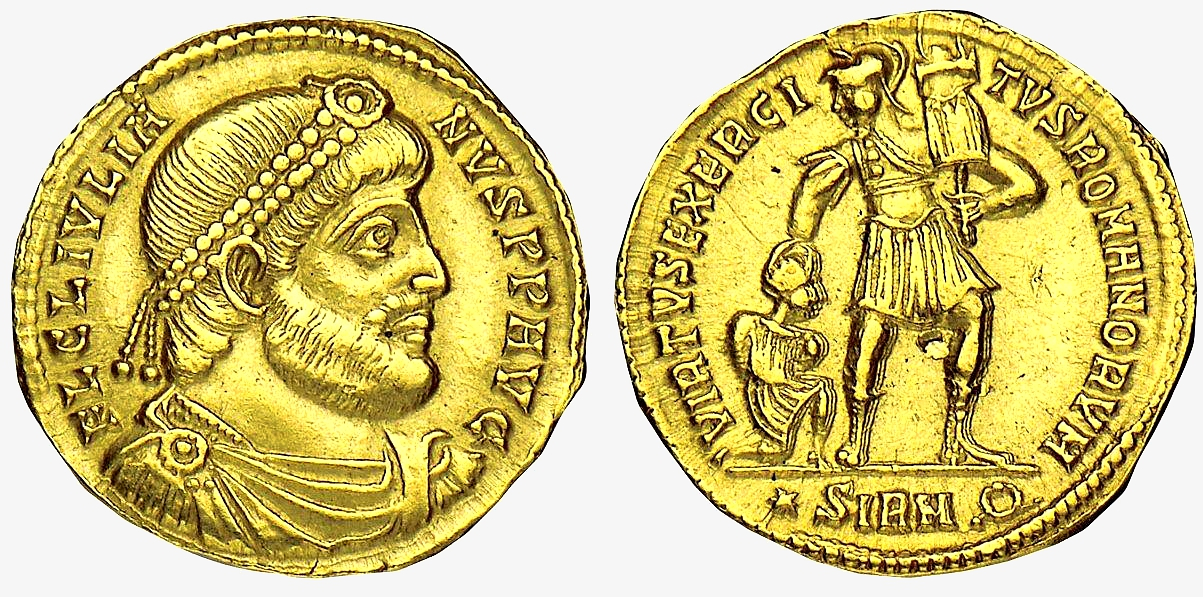
Soldo de r.

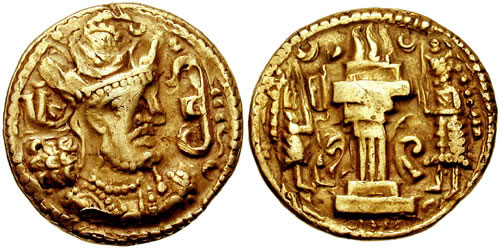
Dinar de ouro de r.

Segundo Settipani era filho de Amazaspes, filho de Artavasdes I; para Toumanoff era filho de Artavasdes II; em ambos os casos, era irmão de Vaanes, o Apóstata e Vardanes I. Vasaces aparece pela primeira vez no reinado do rei da Armênia Tigranes VII (r. 339–350). Em 348, foi um dos nobres convocados pelo rei para levar o recém-nomeado católico Farnarses (r. 348–352) a Cesareia Mázaca com presentes para que fosse ordenado e então retornaram à Armênia. Tigranes, tido como tirano, tratava mal a Igreja e a nobreza e pretendia destruir as famílias Restúnio e Arzerúnio, mas Vasaces e seu pai salvaram os varões Tazates e Savaspes. Fausto, o Bizantino afirmou que agarraram os jovens, cada um deles tomando um debaixo do braço, e saíram correndo com suas armas, prontos para lutar e morrer por aquelas crianças. Os Mamicônios à época cuidavam de Ársaces, filho do rei, mas por estarem irados com os eventos coetâneos, abandonam-no. Foram às suas terras, as fortalezas de Taique, permanecendo lá muitos anos com suas famílias, deixando sua outra casa. Criaram as crianças, casaram-nas com suas filhas e salvaram as famílias deles. Também não participaram dos conselhos por anos.
Ársaces II (r. 350–368), lembrando de Vasaces e Vardanes, restaurou-lhes seus domínios e deu-lhes os encargos de Artavasdes, que estava morto: Vasaces tornou-se asparapetes e Vardanes chefe da família (naapetes). À época a Armênia era alvo de litígio entre o Império Romano e o Império Sassânida e os irmãos, por divergirem em seus pontos de vista, alinharam-se com tendências distintas: Vasaces tornou-se líder do partido pró-romano, enquanto Vardanes do pró-persa. Por ação da rainha Farranzém e Vasaces, Ársaces ordenou a execução de Vardanes, morto no castelo de Eracani. Vasaces tornou-se assim líder de sua família. Quando o imperador Juliano, o Apóstata (r. 361–363) morreu na Batalha de Ctesifonte, os romanos abandonaram Ársaces, o que lhe forçou a partir com parte da nobreza, incluindo Vasaces, à corte do xá em Ctesifonte em busca de submissão. Porém, se recusou a se humilhar, considerando que os sassânidas eram os vassalos de seus ancestrais arsácidas. Com o ocorrido, Sapor II (r. 309–379) prendeu e torturou Vasaces, que falece em 365.

## Posteridade
Segundo Cyril Toumanoff, Vasaces foi casado com uma filha de Antíoco II, príncipe de Siúnia e foi pai de:
- Musel I, o Valente
- Manuel
- Comes
- Uma princesa, esposa de Tazates Restúnio

Christian Settipani não menciona sua esposa, mas atribui-lhe como filhos:
- Musel I, o Valente
- Uma princesa, casada com Tazates Restúnio
- Outra princesa, casada com Savaspes Arzerúnio